# TANEBI
「TANEBI」は上田和寛(Vo/Gt)と杉山勝彦(Gt/Cho)による男性フォークデュオ。2013年5月に旧活動名「USAGI」として結成し、2014年1月29日にユニバーサルミュージックよりメジャーデビュー。2016年12月よりデュオ名を「TANEBI」と改め活動を行う。

## 来歴
2011年の夏のある日に、上田は東京の新宿でストリートライブを行っていたが、その歌声に、たまたま通りかかった杉山が目を付け、これが、2人にとって初めての対面となったが、杉山は上田の初対面の印象について「ステージの安定感やMCのうまさなど、一瞬で感じ取るものがありましたが、恐らくすごい回数を歌っているのに、この人は感動しながら歌っている。しびれた部分がありました」と語っている。
結成のきっかけは2012年、杉山が上田にアーティストの活動が再開されるときのためにストックしていた楽曲を何曲か聴かせ、それを聴いた上田は「僕の思ったことがすべて集約されていた曲で、運命を感じて」と杉山に対してチョコレートを2月14日のバレンタインに贈り、そのうえで、上田は「一緒にやろう」と杉山を説得。そのとき杉山は「感動する根っこの部分が、珍しいぐらい近くて。音楽への熱がやっと釣り合う人と出会いました」という。
こうして、2013年2月に上田が東京に音楽活動の拠点を移し、杉山も周囲の反対を押し切ってまで、作詞・作曲の活動を休止させ、2人は2013年5月に結成した。
なお、2016年中頃より杉山の他アーティストへの楽曲提供が再開し、TANEBIとの活動と並行している。
その後、2014年1月29日にメジャーデビューが決まった。このユニットのメジャーデビューについて、ユニバーサルミュージック内に設けられているレーベル・NAYUTAWAVE RECORDSの、あるスタッフは「2014年最大のプライオリティー新人」と位置づけていて、「大ブレイクさせたい」と意気込んでいる。2014年1月29日にリリースされたメジャーデビューシングル「イマジン」が、2014年1月15日にiTunes Storeやレコチョクにて、先行配信が行われ、さらに、各地で放送されているラジオ番組で連日オンエアされて、話題を集めた。
2人の活動のベースは東京・新宿を拠点にして1週間に2・3回のストリートライブとなっていた。
現在はストリートライブも行いつつ、ワンマンライブやイベント出演など多岐にわたる。
2016年12月より所属事務所の独立を機に活動名を「USAGI」から「TANEBI」へと変更した。2022年12月22日に解散。

## メンバー
- 上田和寛（ボーカル・ギター・作詞・作曲）
- 杉山勝彦（ギター・コーラス・作詞・作曲・編曲）

## ディスコグラフィ

### シングル
|      | 発売日         | タイトル                          | 規格品番                                | 収録曲 | 備考                          |
| ---- | -------------- | --------------------------------- | --------------------------------------- | --- | ----------------------------- |
| 1st  | 2014年1月29日  | イマジン                          | UPCH-80351                              | 1. イマジン【作詞作曲:杉山勝彦/編曲:杉山勝彦,Tatsuro Ariki】 2. 愛を誓うよ【作詞作曲:上田和寛/編曲:杉山勝彦,Tatsuro Ariki】 3. 桜のような恋でした【作詞作曲:杉山勝彦/編曲:杉山勝彦,Tatsuro Ariki】 4. イマジン (inst.)                                            | オリコン最高46位、登場回数3回 |
| 2nd  | 2014年5月14日  | Hello / USAGI〜不昧なストーリー〜 | UPCH-80366                              | 1. Hello【作詞作曲:杉山勝彦/編曲:杉山勝彦,Tatsuro Ariki】 2. USAGI〜不眛なストーリー〜【作詞作曲編曲:杉山勝彦】 3. どうかしてるよ【作詞作曲:上田和寛/編曲:杉山勝彦】 4. イマジン (Acoustic Version)                                                               | オリコン最高48位              |
| 3rd  | 2014年9月3日   | ここから                          | UPCH-80394:初回限定盤 UPCH-80375:通常盤 | CD 1. ここから【作詞作曲:上田和寛/編曲:杉山勝彦,Tatsuro Ariki】 2. 夏の終わり【作詞作曲編曲:杉山勝彦】 3. 夢飛行機【作詞作曲:上田和寛/編曲:杉山勝彦】 4. ここから (Inst.) 初回限定盤DVD 1. USAGI〜不眛なストーリー〜 (Live) 2. ここから (Live) 3. イマジン (Live) | オリコン最高47位              |
| 4th  | 2015年3月18日  | 好きをこえたヒト                  | UPCH-89181                              | 1. 好きをこえたヒト【作詞作曲:杉山勝彦/編曲:杉山勝彦,Tatsuro Ariki】 2. また明日【作詞作曲:上田和寛/編曲:杉山勝彦,Tatsuro Ariki】 3. from 先生 〜卒業〜【作詞作曲編曲:杉山勝彦】                                                                                  | オリコン最高37位              |
| 1st  | 2017年1月28日  | 再勇記                            | UTSK-0001                               | 1. 再勇記〜第1話〜【作詞作曲: TANEBI/編曲:杉山勝彦,三谷秀甫】 2. ぐるり〜第2話〜【作詞作曲:TANEBI/編曲:杉山勝彦】 |                               |
| 2nd  | 2017年4月26日  | スターマイン                      | UTSK-0002                               | 1. スターマイン〜第3話〜【作詞作曲:TANEBI/編曲:杉山勝彦,三谷秀甫】 2. で、どうすんの？〜第4話〜【作詞作曲:TANEBI/編曲:杉山勝彦】 |                               |
| 3rd  | 2017年8月27日  | 青空ジャンプ                      | UTSK-0003                               | 1. 青空ジャンプ〜第5話〜【作詞作曲:TANEBI/編曲:杉山勝彦】 2. マーガレット〜第6話〜【作詞作曲:TANEBI/編曲:杉山勝彦】 |                               |
| 4th  | 2018年2月16日  | マフラー                          | UTSK-0005                               | 1. マフラー〜第13話〜【作詞作曲:TANEBI/編曲:杉山勝彦】 2. 言えなかったけどさ〜第14話〜【作詞作曲:TANEBI/編曲:杉山勝彦】 |                               |
| 5th  | 2018年7月1日   | うさぎときつねⅢ                   | UTSK-0006                               | 1. うさぎときつねⅢ〜第15話〜【作詞作曲:TANEBI/編曲:杉山勝彦】 2. オモイドオリ〜第16話〜【作詞作曲:TANEBI/編曲:杉山勝彦】 |                               |
| 6th  | 2019年2月17日  | Explorer                          | UTSK-0008                               | 1. Explorer〜第25話〜【作詞作曲編曲:杉山勝彦】 2. 桜なんて咲かなきゃ良い〜第26話〜【作詞作曲編曲:杉山勝彦】 |                               |
| 7th  | 2019年7月12日  | 魔法の言葉                        | UTSK-0009                               | 1. 魔法の言葉〜第27話〜【作詞作曲編曲:杉山勝彦】 2. わがまま〜第28話〜【作詞作曲編曲:杉山勝彦】 |                               |
| 8th  | 2019年9月28日  | パラダイムシフト                  | UTSK-0010                               | 1. パラダイムシフト〜第29話〜【作詞作曲編曲:杉山勝彦】 2. クレーター〜第30話〜【作詞作曲編曲:杉山勝彦】 3. どこから来たの？〜第31話〜【作詞作曲編曲:杉山勝彦】 4. この街が好き〜第32話〜【作詞:上田和寛/作曲編曲:杉山勝彦】                                       |                               |
| 9th  | 2020年2月29日  | サヨナラまであと５分              | UTSK-0011                               | 1. サヨナラまであと５分〜第33話〜【作詞作曲編曲:杉山勝彦】 2. 巻き髪〜第34話〜【作詞作曲編曲:杉山勝彦】 |                               |
| 10th | 2020年7月20日  | ごっこ                            | T-0001                                  | 1. ごっこ〜第35話〜【作詞作曲編曲:杉山勝彦】 2. 学習机 Acoustic Version |                               |
| 11th | 2021年4月24日  | 虹の橋のたもとから                | T-0003                                  | 1. 虹の橋のたもとから〜第40話〜【作詞作曲編曲:杉山勝彦】 2. ソラ |                               |
| 12th | 2021年12月23日 | 幽raise me up                     | T-0005                                  | 1. 幽raise me up 〜第41話〜【作詞作曲編曲:杉山勝彦】 2. 僕らのラブソング〜第42話〜【作詞作曲:TANEBI/編曲:杉山勝彦】 |                               |
| 13th | 2022年9月16日  | デニム                            | T-0007                                  | 1. デニム 〜第43話〜【作詞作曲:杉山勝彦 編曲:尾上榛】 2. 幸せでいよう〜第44話〜【作詞作曲編曲:杉山勝彦】 |                               |

### アルバム
|            | 発売日                                    | タイトル    | 規格品番                            | 収録曲 | 備考             |
| ---------- | ----------------------------------------- | ----------- | ----------------------------------- | --- | ---------------- |
| 1st        | 2015年05月13日 2015年09月16日(期間限定盤) | 愛賛歌      | UPCH-29183:初回盤 UPCH-20384:通常盤 | CD 1. 好きをこえたヒト 【作詞作曲:杉山勝彦/編曲:杉山勝彦,Tatsuro Ariki】 2. 最終バス 【作詞作曲:上田和寛/編曲:杉山勝彦,Tatsuro Ariki】 3. ここから 【作詞作曲:上田和寛/編曲:杉山勝彦,Tatsuro Ariki】 4. Hello 【作詞作曲:杉山勝彦/編曲:杉山勝彦,Tatsuro Ariki】 5. 当たり前じゃないってこと 【作詞作曲:上田和寛/編曲:杉山勝彦】 6. 愛賛歌 【作詞作曲:杉山勝彦/編曲:杉山勝彦,Tatsuro Ariki】 7. 産声 【作詞作曲:上田和寛/編曲:杉山勝彦】 8. USAGI 〜不昧なストーリー〜 【作詞作曲編曲:杉山勝彦】 9. イマジン 【作詞作曲:杉山勝彦/編曲:杉山勝彦,Tatsuro Ariki】 10. スタッフロール 【作詞作曲:杉山勝彦/編曲:杉山勝彦,Tatsuro Ariki】 初回盤DVD 1. イマジン (MUSIC VIDEO) 2. 桜のような恋でした (MUSIC VIDEO) 3. Hello (MUSIC VIDEO) 4. USAGI 〜不昧なストーリー〜 (MUSIC VIDEO) 5. ここから (MUSIC VIDEO) 6. 好きをこえたヒト (MUSIC VIDEO) 7. USAGIの冒険~赤坂BLITZ編~ (LIVE VIDEO) | オリコン最高33位 |
| 1st        | 2015年09月16日(期間限定盤)                | 愛賛歌      | UPCH-29197:期間限定盤               | CD 1. 君の風になって 【作詞作曲:杉山勝彦/編曲:杉山勝彦,Tatsuro Ariki】 2. ここから 【作詞作曲:上田和寛/編曲:杉山勝彦,Tatsuro Ariki】 3. イマジン 【作詞作曲:杉山勝彦/編曲:杉山勝彦,Tatsuro Ariki】 4. ご飯ができた 【作詞作曲:上田和寛/編曲:杉山勝彦,Tatsuro Ariki】 5. 当たり前じゃないってこと 【作詞作曲:上田和寛/編曲:杉山勝彦】 6. 愛賛歌 【作詞作曲:杉山勝彦/編曲:杉山勝彦,Tatsuro Ariki】 7. スタッフロール 【作詞作曲:杉山勝彦/編曲:杉山勝彦,Tatsuro Ariki】 8. 君の風になって (Instrumental） |                  |
| 1st        | 2017年10月12日                            | けむり      | UTSK-0004                           | CD 1. シャッフル〜第7話〜 2. スターマイン〜第3話〜 3. ぐるり〜第2話〜 4. で、どうすんの？〜第4話〜 5. マーガレット〜第6話〜 6. うさぎときつねⅠ〜第8話〜 7. 再勇記〜第1話〜 8. ウソツキサンタ〜第9話〜 9. prologue〜始まりの歌〜〜第10話〜 10. こっちむいて ほい〜第11話〜 11. 青空ジャンプ〜第5話〜 12. 夢が終わらないように〜第12話〜 |                  |
| 2nd        | 2018年9月16日                             | しずく      | UTSK-0007                           | CD 1. マフラー〜第13話〜 2. ホコリ〜第17話〜 3. 言えなかったけどさ〜第14話〜 4. うさぎときつねⅢ〜第15話〜 5. 風邪〜第18話〜 6. もうすぐ昼ですね〜第19話〜 7. 学習机〜第20話〜 8. うさぎときつねⅡ〜第21話〜 9. コンプレックス〜第22話〜 10. あなたの笑顔になりたい〜第23話〜 11. オモイドオリ〜第16話〜 12. あとがき〜第24話〜 |                  |
| 3rd        | 2020年12月25日                            | しおり      | UTSK-0012(通常版) T-0002(故郷版)    | CD 1. Utopia〜第36話〜 2. 栞〜第37話〜 3. パラダイムシフト〜第29話〜 4. 魔法の言葉〜第27話〜 5. ソラ〜第38話〜 6. わがまま〜第28話〜 7. クレーター〜第30話〜 8. 桜なんて咲かなきゃ良い〜第26話〜 9. 巻き髪〜第34話〜 10. HOPE〜第39話〜 11. Explorer〜第25話〜 12. サヨナラまであと５分〜第33話〜 13. ごっこ〜第35話〜 14. どこから来たの？〜第31話〜(故郷版のみ収録) 15. この街が好き〜第32話〜(故郷版のみ収録) |                  |
| BEST ALBUM | 2022年12月7日                             | TANEBI BEST | T-0008                              | CD 1. デニム〜第43話〜 2. 幽raise me up〜第41話〜 3. 虹の橋のたもとから〜第40話〜 4. 栞～第37話～ 5. ごっこ～第35話～ 6. サヨナラまであと５分～第33話～ 7. パラダイムシフト～第29話～ 8. 魔法の言葉～第27話～ 9. Explorer～第25話～ 10. うさぎときつねⅢ～第15話～ 11. マフラー～第13話～ 12. 青空ジャンプ～第5話～ 13. スターマイン～第3話～ 14. 再勇記～第1話～ 15. 一番好きな人〜第45話〜 16. パラレルワールド〜第46話〜 |                  |

## ミュージックビデオ
USAGI
| 監督     | 曲名 |
| 岡川太郎 | 「イマジン」 「Hello」(出演:大野拓朗) 「好きをこえたヒト」(出演:碓井将大・舟山久美子・村田莉)                         |
| 齋藤槙治 | 「桜のような恋でした」                                                                                                |
| 不明     | 「ここから」 「USAGI～不昧なストーリー～」 「夏の終わり」 「君の風になって」(出演:櫻内渚・太田吉彰・上田康太・岡田隆) |

TANEBI
| 監督             | 曲名 |
| 齋藤槙治         | 「スターマイン」 「Explorer」                                                                                                   |
| twotwotwo        | 「学習机」 「栞」 |
| 増田正吾         | 「ごっこ」 |
| 大野遼大・AKI=LA | 「ソラ」 |
| MIKAGE           | 「虹の橋のたもとから」(出演:チェスター(anicas)・涼風あき()) 「パラダイムシフト」(出演:佐咲日奈()) 「HOPE」(ダンサー:羽月レオ()) |
| 宮岡太郎         | 「デニム」(出演:羽瀬川なぎ / 松村優)                                                                                            |

## タイアップ
| 曲名                      | タイアップ                                                                                         |
| ------------------------- | -------------------------------------------------------------------------------------------------- |
| イマジン                  | NHK教育テレビ「趣味の園芸 やさいの時間」エンディングテーマ 西勇輝2014年登場曲                      |
| Hello                     | NTV系「ミュージックドラゴン」エンディングテーマ ABCテレビ「ごきげん!ブランニュ」エンディングテーマ |
| USAGI〜不昧なストーリー〜 | YTV「音楽ノチカラ」エンディングテーマ TBS「スーパーサッカー」エンディングテーマ                    |
| 君の風になって            | ジュビロ磐田2015年シーズンソング                                                                   |
| 名もなき挑戦者            | ジュビロ磐田2016年シーズンソング                                                                   |
| エース                    | 西勇輝2015年登場曲                                                                                 |
| オモイドオリ              | テレビ埼玉の県政広報テレビ番組「魅力まるごと いまドキッ！ 埼玉」の2019年度テーマソング             |
| どこから来たの？          | 埼玉県入間市 いるまのこどもへ贈る歌                                                                |
| この街が好き              | 大阪府枚方市のテーマソング                                                                         |
| 虹の橋のたもとから        | 大森ペット霊堂公式テーマソング                                                                     |

## 主なライブ
- 2013年12月22日 - MUSIC FOR ALL, ALL FOR ONE 2013
- 2014年03月22日 - ふくしま再興祭り PRESENTS 『二畳半レコードONライブ』
- 2014年04月13日 - 2014 かわさきアジアンフェスタ
- 2014年04月20日 - トアロード・アコースティックフェスティバル2014
- 2014年09月12日・14日 - TokyoCrazy Kawaii Taipei
- 2015年01月19日 - USAGIデビュー1周年記念BIG LIVE「USAGIの冒険～赤坂BLITZ編～」
- 2015年04月05日 - ZIP SPRING SQUARE 2015
- 2015年05月09日 - OTODAMA 空FES 2015 ～夏、直前の祭～「空響」
- 2015年05月16日 - USAGIの冒険～全国制覇への道
- 2015年05月25日〜06月08日 - 1ST ALBUM RELEASE LIVE TOUR～USAGI STREET～
- 2015年06月06日 - SAKAE SP-RING 2015
- 2015年06月20日 - YATSUI FESTIVAL! 2015
- 2015年08月01日・22日 - 情熱大陸 SPECIAL LIVE SUMMER TIME BONANZA'15
- 2015年08月09日 - USAGI Live in 丹波の森　～森のコンサート～
- 2015年08月13日 - 音霊 OTODAMA SEA STUDIO 2015「浜辺の音楽会2015'」
- 2015年10月04日 - オータムフェスタ2015in地球村
- 2015年10月30日 - タダシンヤ × USAGI
- 2016年05月14日 - Ibaraki Sogobussan Ongaku Festival 2016 -茨城総合物産音楽フェスティバル-

以下、TANEBI名義
- 2016年12月06日 - グランフロント大阪&FM802 present MUSIC BUSKER IN UMEKITA Audition Live Vol.9
- 2017年03月18日 - MUSIC BUSKER 第9期合同ストリート
- 2017年05月14日 - ABETEN STREET BUTTERFLY 2017
- 2017年07月17日 - TAC FES
- 2017年08月19日 - 別冊UTA-KAI vol.76 ～手と手は音を繋げ合う～

### インタビュー
- ランキングBOX(2014年)
- ORICON STYLE(2014年)